# Churajón
Churajón es un complejo arqueológico que se encuentra en la provincia de Arequipa Perú, los restos de alfarería dan nombre a una tipología de cerámica. 

## Cultura y descubrimiento
Las ruinas de Churajón fueron descubiertas por el Monseñor Leonidas Bernedo Málaga el 15 de abril de 1931. En un principio estudiada por Max Uhle, su origen se remonta a la caída del Primer Periodo de Tiawanaku, conforme describe amplia y detalladamente su descubridor en su libro "La Cultura Puquina", publicado en Lima en 1949 y posteriormente, en diciembre de 1958, en una segunda edición, por el Instituto de Extensión Cultural de la Universidad de San Agustín de Arequipa. Pueblos dolicocéfalos de la familia Arahuac provenientes de la amazonía, remontando la red fluvial del Madeira, por las montañas del Oriente Boliviano, se asentaron en época remota en la Altiplanicie de los grandes lagos y ríos que tiene como centro al Lago Titicaca. A lo largo de miles de años su cultura fue evolucionando desde la fase cazador-recolector a la agrícola-ganadera, domesticando las especies silvestres vegetales (tubérculos: papa, oca, olluco y demás solanáceas propias de la región; cereales: maíz y granos andinos: quinua, cañigua) y animales (camélidos: llama, alpaca; entre otros), desarrollando complicados sistemas de irrigación y andenería; y finalmente a la construcción urbana, templos, fortalezas y tumbas, que se plasma en la Cultura Puquina, la que se manifiesta en el Primer Periodo de Tiawanaku (Acapana, Templo del Sol)y posteriormente en los numerosos asentamientos más al oeste, en la Región Arequipa.
Durante los siglos I y IV de la era cristiana, significativos cambios climáticos manifestados en grandes sequías, y la invasión de pueblos de raza colla-aimara forzaron a los Puquinas a emigrar del altiplano hacia el Oeste, atravesar la cordillera volcánica y asentarse en la Región Arequipa y la costa sur del Perú, desde los valles de los ríos Chili-Vítor y Tambo hasta Tarapacá (hoy norte de Chile).
En la región Arequipa desarrollaron el extenso sistema de irrigación que alimenta a la feraz campiña arequipeña y que se extiende por los distritos de Characato, Sabandía, Polobaya, Quequeña Yarabamba, etc.
Las ruinas de su principal asentamiento urbano, Churajón, se encuentran a 3100 m s. n. m., cerca de Siete Toldos, camino a Chapi, descubiertas por el monseñor Leonidas Bernedo Málaga. Su base económica fueron la agricultura y la ganadería, desarrollaron un sistema de andenes no tan trabajados como los de Sabandia o Characato, pero sí numerosos que llegaban a cubrir los cerros aledaños al templo más importante. Es común encontrar aún los pagos que se hacían a la tierra. También tenían grandes cantidades de ganado auquenido el cual servía para el transporte de los alimentos. Su cerámica, conocida como estilo Chujarón, era rústica y usaban los colores: rojo indio y negro, principalmente. Enterraban a sus muertos en rituales conmemorativos, utilizando chulpas para los notables de la sociedad.
Otras ruinas notables de asentamientos Puquina se ubican en Huactalacta, Puluhuaya, Chilata, Casa-Patak, Quillicona, Pillu, Huishui

## Ruinas y conservación
En las ruinas de Churajón se puede apreciar una plaza, habitaciones, destacando, en algunas de ellas, las puertas trapezoidales; también usaron un reloj solar, hecho de una roca rectangular de 2 m de alto con el cual predecían las estaciones y las épocas de siembra. Hoy en día las chulpas corren el peligro de desaparecer por acción de la naturaleza y la irresposabilidad de los visitantes. El gran templo de Churajon se encuentra en el abandono con la amenaza de ser destruido por la naturaleza o por los irresponsables que llegan y dañan este patrimonio.